# Salming Sport
Salming Sport è un marchio di abbigliamento sportivo di origine svedese fondato nel 1991, che prende il nome dalla stella dell'hockey su ghiaccio Börje Salming. Il brand offre una vasta gamma di prodotti per varie discipline come il floorball, la pallamano e il running. È leader mondiale nel floorball e i prodotti per la pallamano si possono trovare in oltre dieci paesi di tutta Europa.